# 간촌로
간촌로(Gancheon-ro)는 인천광역시 서구 연희동에서 공촌동까지 이어주는 인천광역시도로, 총 연장은 444m이다. 이름이 유래된 것은 심곡동과 공촌동 사이에 있었던 옛 마을 이름을 따와서 명명되었다.

## 역사
- 2009년 9월 22일 : 도로명으로 간촌로를 고시

## 주요 경유지
- 서구
  - 연희동 - 공촌동

## 접촉하는 도로
- 직결 : 연희로
- 교차 : 서곶로, 심곡로

## 주요 건물 및 시설
- 연희동행정복지센터 (간촌로 12/연희동 712)
- 간촌공원 (간촌로 13/연희동 707)
- 연희해드림아파트 (간촌로 40/연희동 701-1)